# Municipio de Center (condado de Pottawattamie)
El municipio de Center (en inglés: Center Township) es un municipio ubicado en el condado de Pottawattamie en el estado estadounidense de Iowa. En el año 2010 tenía una población de 219 habitantes y una densidad poblacional de 2,37 personas por km².

## Geografía
El municipio de Center se encuentra ubicado en las coordenadas 41°16′54″N 95°19′5″O / 41.28167, -95.31806. Según la Oficina del Censo de los Estados Unidos, el municipio tiene una superficie total de 92.29 km², de la cual 92,21 km² corresponden a tierra firme y (0,09 %) 0,08 km² es agua.

## Demografía
Según el censo de 2010, había 219 personas residiendo en el municipio de Center. La densidad de población era de 2,37 hab./km². De los 219 habitantes, el municipio de Center estaba compuesto por el 99,09 % blancos, el 0,46 % eran asiáticos y el 0,46 % eran de una mezcla de razas. Del total de la población el 0,46 % eran hispanos o latinos de cualquier raza.